# Joseph-Louis Lagrange
Joseph-Louis Lagrange, ursprungligen Giuseppe Lodovico (Luigi) Lagrangia, född 25 januari 1736 i Turin, död 10 april 1813 i Paris,  var en matematiker och astronom, verksam främst i Frankrike och Preussen. Lagrange arbetade för Fredrik II, i Berlin, under tjugo år. Det var Lagrange som utvecklade medelvärdessatsen.  Hans namn tillhör de 72 som är ingraverade på Eiffeltornet.

## Utbildning och karriär
Lagrange tillhörde en fransk men på 1600-talet till Italien inflyttad familj. Han blev redan vid 19 års ålder professor vid artillerihögskolan i Turin och grundlade där, i förening med några jämnåriga, 1758, ett lärt sällskap, vilket senare ombildades till en kunglig vetenskapsakademi. 1766 kallades han till Berlin av Fredrik II för att efterträda Euler som direktör för vetenskapsakademins matematiska klass där. 
Efter Fredriks död flyttade han 1787 till Paris, där han på grund av sjukdom en längre tid hindrades från vetenskapliga arbeten. Han var 1792 en kortare tid administratör för myntverket samt blev sedan professor vid normalskolan och efter att den upphört vid polytekniska skolan liksom medlem av longitudbyrån. Under Napoleon I:s styre blev han medlem av senaten och upphöjd till greve. 1806 invaldes han som utländsk ledamot nummer 185 av Kungliga Vetenskapsakademien.

## Matematik
I matematikens historia intar Lagrange en av de allra främsta hedersplatserna; bland hans samtida kan knappast någon annan än Euler ställas vid hans sida som med honom jämbördig. I motsats till Euler, som älskade att i samband med sina undersökningar åskådliggöra metoden genom att tillämpa den på en mängd speciella problem, föredrog Lagrange att genast framställa metoden själv under så generell form som möjligt. Redan hans första epokgörande upptäckt inom matematiken, vilken tillkom under hans första ungdomsår (1755), fast den framställdes i tryck först flera år senare (1762), exemplifierar detta. 
Euler hade nämligen under formen av lösning av åtskilliga isoperimetriska problem behandlat en del av matematiken, vilken undandrog sig den egentliga infinitesimalkalkylens herravälde. Lagrange lyckades då, genom att helt och hållet frigöra sig från varje geometriskt betraktelsesätt, väsentligen generalisera den av Euler använda metoden och därigenom grundlägga en alldeles ny gren av matematiken, variationskalkylen, vars stora betydelse även för den tillämpade matematiken han sedan fick tillfälle att visa i sin Mécanique analytique.
På ett ännu mera genomgripande sätt försökte han senare att ge uttryck åt sin grundåskådning genom att från hela infinitesimalkalkylen ta bort den geometriska form, som hans föregångare gett åt densamma, och förvandla den till en teori för analytiska funktioner. I detta avseende misslyckades han visserligen genom att han förbisåg konvergensens grundläggande betydelse vid varje serieutveckling, men hans försök har dock, särskilt i rent metodiskt hänseende, varit till stort gagn för vetenskapen.
I allmänhet gäller det om Lagrange, att han på nästan alla områden inom den matematiska analysen framträtt som banbrytande eller omgestaltande, och man har med skäl räknat den moderna matematikens början från hans uppträdande. Så har han grundlagt den allmänna teorin för partiella differentialekvationer, inte bara av första, utan även av andra ordningen, väsentligen utvecklat teorin för differentialekvationers singulära lösningar, talteori, ekvationsteori och särskilt teorin för numerisk lösning av ekvationer, vidare sannolikhetskalkyl, interpolationsmetoderna, integrerat åtskilliga differensekvationer och angivit den första metoden för att addera två elliptiska integraler.

## Astronomi
Den storartade verksamhet Lagrange utvecklat inom den matematiska analysens område utsträckte han även till den tillämpade matematiken. Hans intresse var likväl där mindre att utreda naturvetenskapens dunkla frågor än att bevisa den matematiska analysens herravälde över naturföreteelserna. 
Bland ämnen Lagrange behandlade bör nämnas perturbationsteorin, vars utveckling han i väsentlig mån främjat genom att införa variationen av de elliptiska elementen i stället för av koordinaterna. I nära samband med detta står hans lösning av den viktiga frågan om planetsystemets stabilitet, varvid han visade medelrörelsernas invariabilitet, under förutsättning att hänsyn tas endast till första och andra potensen av massorna. 
Bland övriga av honom behandlade astronomiska problem kan nämnas månens libration, beräknande av Venuspassager och förmörkelser samt elliptiska sfäroiders attraktion.

## Fysik
Inom fysiken utförde han bland annat undersökningar om vibrerande strängar och om ljudets rörelse, vilka båda företeelser av honom återfördes till samma analytiska formulering, samt angående vätskors rörelse. Ett av Lagranges storverk är Mécanique analytique (1788), vari han lämnar en framställning av den analytiska mekaniken, konsekvent härledd ur en enda princip, "principen för de virtuella hastigheterna".

## Eftermäle
Nedslagskratern Lagrange på månen och asteroiden 1006 Lagrangea är uppkallade efter honom.